# Carlos Alberto da Sardenha
Carlos Alberto (em italiano: Carlo Alberto Emanuele Vittorio Maria Clemente Saverio di Savoia; Turim, 2 de outubro de 1798 – Porto, 28 de julho de 1849), apelidado de "o Hesitante", foi o Rei da Sardenha de 1831 até sua abdicação em 1849 após a derrota na Batalha de Novara para o Império Austríaco. Era filho de Carlos Emanuel, Príncipe de Carignano, e sua esposa a princesa Maria Cristina da Saxônia, ascendendo ao trono após a abdicação de seu primo o rei Carlos Félix.

## A ligação com a França
Na época da dominação napoleônica no Piemonte, estudou em Paris e em Genebra. Em 1814, Napoleão Bonaparte o nomeou tenente do regimento "Dragões". Pouco depois da queda do Império Francês, voltou para Turim e foi aceito na família real, embora visto com um pouco de suspeita por causa das suas simpatias pela Revolução Francesa e por ser uma pessoa de espírito liberal.
Em 1821, Carlos Alberto teve um papel não muito claro nas agitações constitucionais que aconteceram no Reino da Sardenha. Certamente ele teve contato com os rebeldes, mas na última hora parece que voltou atrás, enquanto os conjurados, em boa ou em má-fé, continuaram a contar com ele.
Após a abdicação do rei Vítor Emanuel I em 1821, tornou-se regente e promulgou uma constituição, a valer com a aprovação do rei, ou seja de Carlos Félix, mas este, ao contrário, desautorizou o feito, chamou os austríacos ao Piemonte (então parte do Reino da Sardenha), e ordenou a Carlos Alberto de acompanhar as tropas fieis a Novara, coisa que ele fez sem hesitar. Por causa das suas atitudes, ele se tornou suspeito não somente aos olhos dos carbonários, que o acusaram de traição, mas também aos olhos da corte. Primeiro ficou exilado na casa do sogro, na Toscana, depois participou da repressão a revolução liberal espanhola lutando em Trocadero atraindo, assim, o ódio dos seus antigos amigos políticos.

## Ascensão ao trono da Sardenha

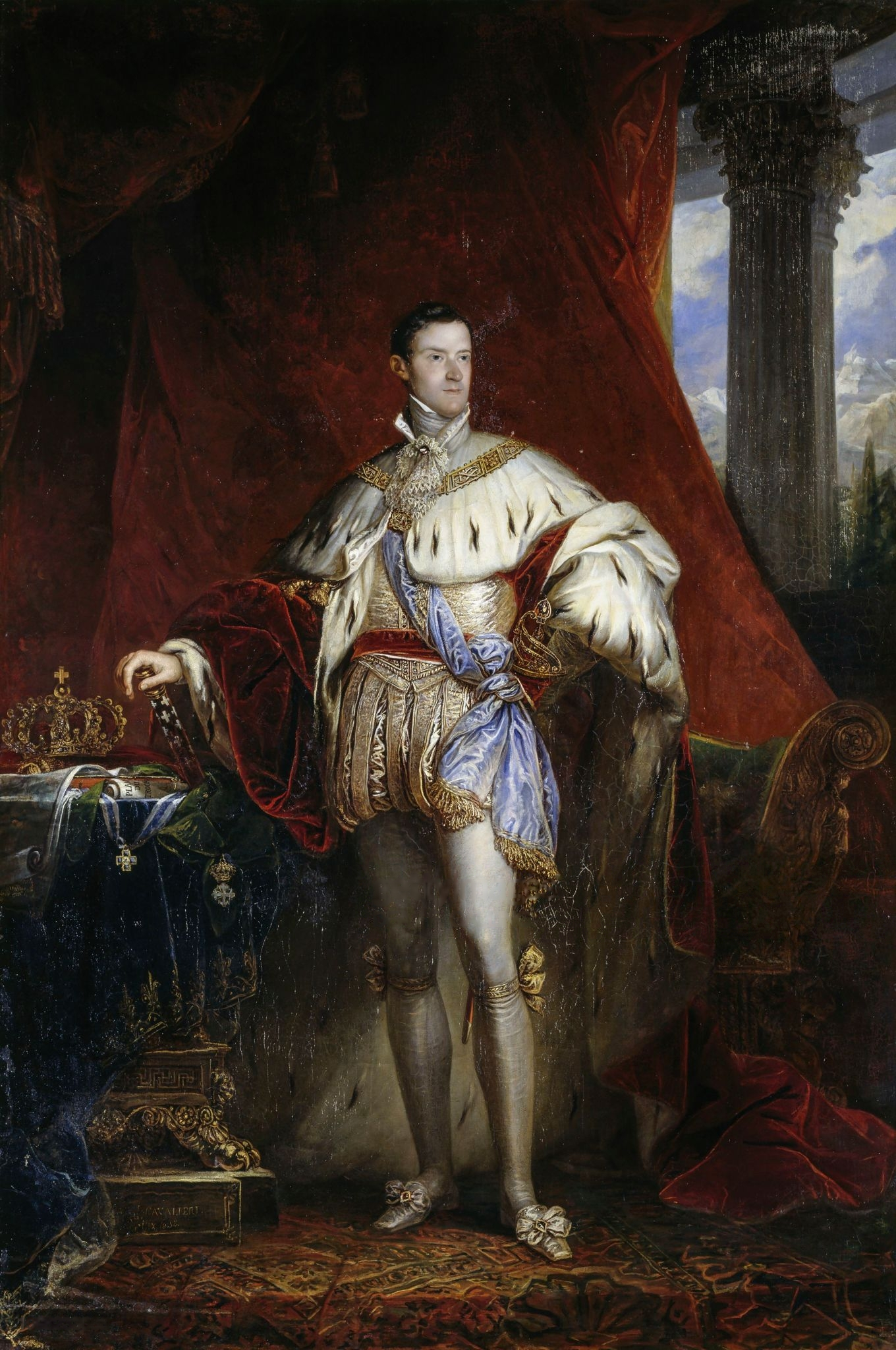
Carlos Alberto de Saboia-Carignano

Depois da morte de Carlos Félix em 1831, subiu ao trono sem dificuldade em 27 de abril de 1832 (é lenda o fato de que Metternich teria tramado para excluí-lo da sucessão). Converteu-se na maior esperança dos liberais; contudo, temendo o Império Austríaco, cuja influência ainda se fazia sentir largamente em Itália, prosseguiu uma atitude política anti-revolucionária, (não fazendo a ruptura com o que havia sucedido com os seus predecessores), embora tenha conseguido introduzir algumas melhorias em termos sociais, tais como suprimir as jurisdições feudais na Sardenha e promulgar um código civil de tipo liberal. Também ousou desafiar os conservadores, acolhendo no seu reino alguns refugiados vênetos e lombardos. Dedicou-se à reorganização do Estado, saneando as finanças, promovendo o desenvolvimento econômico do reino, reorganizando o exército e impulsionando as reformas administrativas, das quais as mais notáveis foram a instituição do "Conselho de Estado" (órgão jurisdicional tipo senado com que o soberano limitava, de certa forma, a própria autoridade).

## Política externa
Na política externa, distinguiu-se pelo apoio dado à causa do legitimismo monárquico tradicionalista, não absolutista, regime baseado nas decisões das cortes, ajudando em Portugal os miguelistas e na Espanha os carlistas, tomando partido, nas duas ocasiões, em prol dos reacionários e contra os liberais.
Embora inimigo do Império Austríaco, aliou-se a ele em 1831 por temer a França de Luís Filipe de Orleães, todavia, após a crise egípcia de 1840 (ocasião em que a Áustria demonstrou a sua vontade de não socorrer o Reino de Sardenha em caso de agressão francesa) Carlos Alberto destacou-se cada vez mais de Viena, porém, sem agir de modo concreto em virtude de seus escrúpulos religiosos. Estes escrúpulos desapareceram em 1846, quando a eleição de Pio IX pareceu dar corpo à concepção giobertiana de um papado cônscio de uma missão italiana.
Carlos Alberto tinha uma teoria própria segundo a qual os únicos soberanos legítimos eram os Saboia e o papa, e quando ele notou que o sumo-pontífice era contra o absolutismo e contra a Áustria, pensou que tinha chegado a hora de tornar-se a "espada da Itália". Começou apoiando energicamente o papa no conflito com a Áustria em razão da ocupação de Ferrara (verão de 1847), e no outono do mesmo ano apoiou o Grão-ducado da Toscana no conflito com o duque de Modena (este apoiado por Viena).

## Política interna
Na política interna concedeu algumas reformas que a opinião pública exigia, mas somente depois que Fernando II das Duas Sicílias prometeu a constituição (29 de janeiro de 1848) ele também prometeu promulgar a tão almejada carta constitucional aos seus súbitos (8 de fevereiro de 1848). A promessa foi mantida até 4 de março, com crise de consciência e hesitações (razão pelo qual foi chamado de "Rei Hesitação"). O desabamento do "sistema Metternich" (nome do diplomata austríaco, homem forte do absolutismo, figura de proa da política europeia da primeira metade do século XIX) levou-o a aprovar a nova constituição (16 de março de 1848). A constituição, chamada de "Estatuto Albertino" ou Estatuto Fundamental" (statuto fondamentale), era cópia da carta francesa de 1830 e não instaurava o governo parlamentarista e sim o constitucional (portanto sem responsabilidade dos ministros em frente às câmaras).

## Revolução e guerra

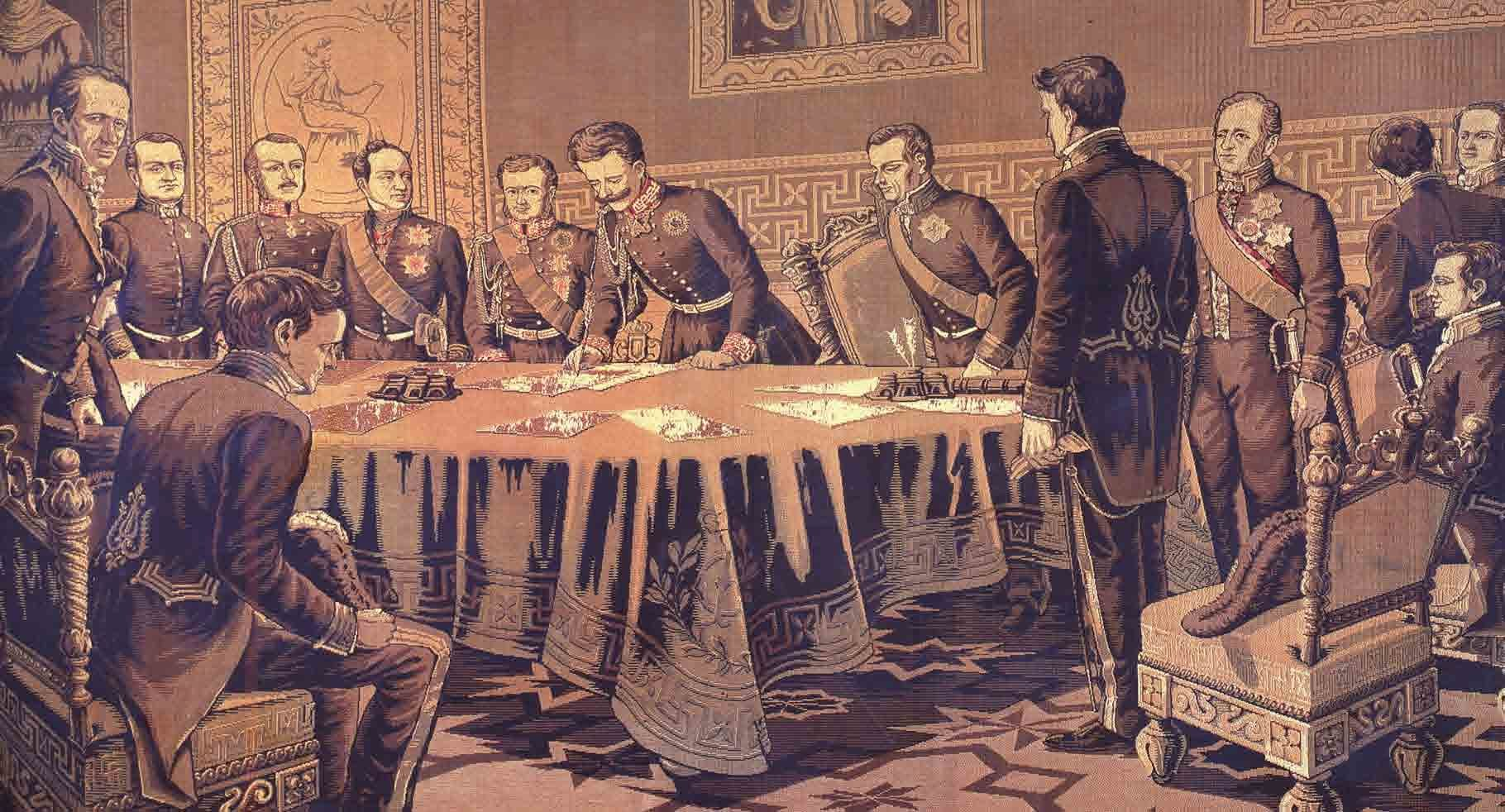
Proclamação do "Estatuto Albertino" ou "Fundamental", Museo nazionale del Risorgimento italiano.

Dois dias depois da criação do ministério constitucional piemontês (ministério "constitucional"), entregue a César Balbo, estourou em Milão a agitação revolucionária conhecida com o nome de "Cinco Dias". Sob a pressão dos acontecimentos e depois novas, mas breves incertezas e influenciado pelo jornal Il Risorgimento do Conde de Cavour, Carlos Alberto decidiu pela intervenção armada contra os austríacos, para a qual não estava preparado (tendo mesmo consciência disso), a fim de expulsá-los da Lombardia e do Vêneto. A guerra, conduzida pessoalmente pelo rei, teve como resultado imediato a libertação da Lombardia, arrancada ao jugo austríaco; contudo, o Império Austríaco rapidamente se recuperou e o infortúnio deste monarca começara com o desastre de Custoza. Finalmente, aconteceu a grande derrota dos piemonteses na Batalha de Novara (28 de março de 1849). Numa batalha que durou o dia inteiro o exército de Carlos Alberto de 85 mil homens foi desbaratado por 72 mil soldados austríacos sob o comando de Radetzky. A derrota, causada por diversos motivos, entre os quais a incapacidade do rei como comandante supremo, originou graves mas infundadas dúvidas sobre a sua lealdade.
Alguns, lembrando de 1821, insinuaram também que Carlos Alberto teria perdido a batalha intencionalmente para se ver forçado a abolir o estatuto. Na realidade, o rei não somente deixou que, até o mês de julho de 1848, o governo continuasse parlamentarista, como também tolerou que fossem retirados do emprego público aqueles militares e civis que a opinião pública julgava contrários ao novo regime, e no final do ano convocou os democratas para fazerem parte do governo, com Gioberti no comando. Chegou até a opor-se ao plano de intervenção na Toscana para derrubar o governo democrático de Guerrazzi e restituir o governo ao grão-duque Leopoldo II, preferindo demitir o ministro e recomeçar, como queria a opinião pública, a guerra contra a Áustria, também tendo a profunda convicção da enorme dificuldade da empreitada e tendo que renunciar a ser o comandante supremo do exército, cargo preenchido por um êxul polonês, Wojciech Chrzanowski, que tranquilizava a opinião pública não pelas suas capacidades militares, mas pela sua retidão política.
A breve campanha acabou em três dias, e a desastrosa Batalha de Novara foi, para Carlos Alberto, a última gota. Depois de ter tentado, e falhado, morrer em combate («Até a morte me abandonou»), abdicou no mesmo dia em favor do filho Vítor Emanuel II, retirando-se para a cidade do Porto, em Portugal, onde morreu três meses depois (28 de julho) na Quinta da Macieirinha, atual Museu Romântico, vitimado quer pela doença que se agravou depois da fadiga do último ano, quer pela estafa da terrível viagem de Novara até ao Porto, a qual foi realizada sem nenhuma parada.
O seu rápido fim causou um ralo de benévola simpatia em torno dele que nunca recebeu quando em vida, corrente que cresceu até rasar a hagiografia.

## Legado político
Figura complexa, ele viveu num período de transição sem ter programas definidos, excluindo o seu ódio pelo Império Austríaco, o respeito pela Igreja Católica e o desejo de expandir os domínios da Casa de Saboia. Somaram-se às naturais indecisões que ele viveu nos períodos de passagem de uma forma política para outra (e nisto teve como companheiros Leopoldo II de Toscana, Fernando II das Duas Sicílias, e outros) ulteriores doses de incerteza devidas a sua natureza e a sua infeliz juventude. É à luz destas considerações que se pode explicar muitas das suas atitudes que lhe valeram o apelido de Ítalo Amleto.

## Legado no Porto
O cenotáfio conhecido como Capela de Carlos Alberto, nos jardins do antigo Palácio de Cristal do Porto, homenageia-o, assim como o epónimo da Praça de Carlos Alberto, mesmo no centro da dita cidade.
Ao chegar ao Porto, o monarca que renunciou ao trono hospedou-se na Hospedaria do Peixe, a funcionar no Palacete dos Viscondes de Balsemão, na então Praça dos Ferradores, hoje Praça de Carlos Alberto. Acabou mais tarde por se mudar para a Quinta da Macieirinha, onde funciona o Museu Romântico. Ali morreu.
O seu corpo foi transladado para o Panteão dos Sabóia, em Itália, mas a sua meia-irmã (filha do segundo casamento da sua mãe) Augusta de Montléart, mandou construir a referida capela/cenotáfio num terreiro junto à quinta que foi depois incorporado nos jardins do Palácio de Cristal.

## Dados genealógicos
Filho de:
- Carlos Emanuel, Príncipe de Carignano;
- Maria Cristina, princesa de Saxe-Curlândia, filha de Carlos da Saxónia, Duque da Curlândia e Franciska, condessa de Corvin Krasinska.

Casou com:
- Maria Teresa de Habsburgo, princesa de Módena, filha de Fernando III da Toscana, e de Maria Luísa de Bourbon, princesa das Duas Sicílias.

Teve:
- Vítor Emanuel II, 1.º rei da Itália, casado com Adelaide de Habsburgo;
- Fernando de Sabóia, duque de Génova, casado com Maria Elisabeth von Sachsen Prinzessin;
- Maria Cristina, princesa de Saboia.